# Auge
|  | Per a altres significats, vegeu «Auge (Ardenes)». |

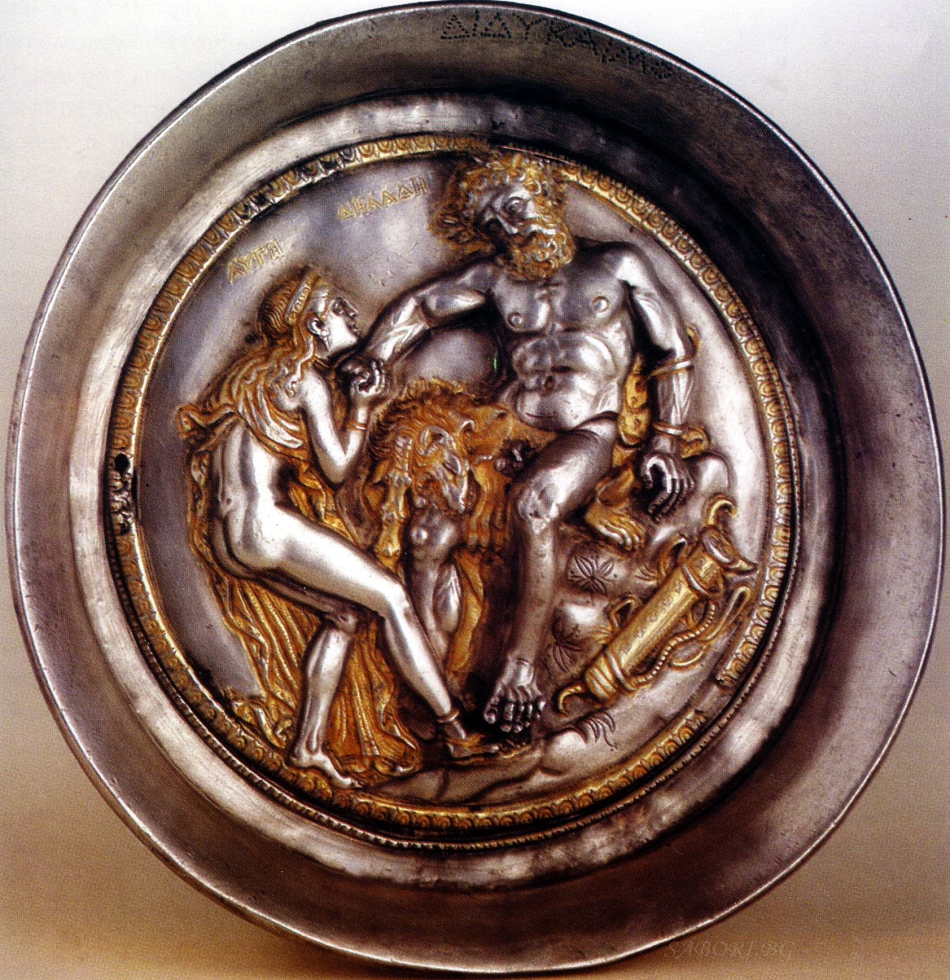
Hèracles i Auge. Tresor de Rogozen

Segons la mitologia grega, Auge (en grec antic Αύγη), va ser una sacerdotessa d'Atena, filla d'Àleu, rei de Tegea, a l'Arcàdia, i de Neera, filla de Pereu.
Una versió molt antiga de la seva llegenda diu que Auge vivia a la cort de Laomedont, rei de Troia, i que va ser estimada per Hèracles, quan aquest heroi va anar a atacar la ciutat. Va marxar de Troia no se sap per quina raó, i va fer cap a Mísia, a la cort del rei Teutrant.
La versió més estesa, que parteix de l'Auge d'Eurípides i d'Els Misis i Els Alèades de Sòfocles, diu que un oracle havia dit a Àleu que la seva filla Auge tindria un fill que mataria els seus oncles (els Alèades), i que regnaria en lloc seu. El rei va consagrar la seva filla a la deessa Atena, amb la prohibició de casar-se sota pena de mort. Però Hèracles va passar per Tegea quan anava a Elis a lluitar contra Àugias. El rei Àleu el va acollir i l'heroi, begut després d'un gran banquet, va violar Auge sense saber que era la filla del rei. La violació va tenir lloc al santuari d'Atena, o potser al costat d'una font propera. Quan el rei va saber que la seva filla estava embarassada, la va voler matar i va posar Auge i el seu fill en un cofre i el va llançar al mar, o bé els va confiar a tots dos al mariner Naupli. Aquest Naupli, com ja havia fet abans amb Aèrope i la seva germana, va salvar la noia i el seu fill. Els va vendre a uns mercaders d'esclaus que els van portar a Mísia. El rei d'aquell país, Teutrant, que no tenia fills, es va casar amb Auge i va adoptar el seu fill, Tèlef. Una altra versió explicava que Auge va ser venuda després d'haver tingut el seu fill, i que aquest es va quedar a l'Arcàdia, abandonat a la muntanya. Una cérvola el va nodrir amb la seva llet. De gran, Tèlef, aconsellat per l'oracle de Delfos, va arribar a Mísia, a la cort de Teutrant i va retrobar la seva mare.